# Nybblestenen
Nybblestenen, Sö 213, är en vikingatida runsten i Nybble på Selaön, Överselö socken och Strängnäs kommun i Södermanland.
Runstenen är av ljusgrå granit och 140 cm hög, 130–140 cm bred och 30–50 cm tjock. Runorna är 6-7 cm i diameter. På ristningen finns en bild av ett fyrfotadjur.

## Inskriften
Translitterering av runraden:
s͡tain : hiuk : esbern : stintn : at : uitum : bat miþ : runum : raisti : kyla : at : gaiʀbern : boanta : sin :· auk · kofriþ : at : faþur : sin : han uaʀ : boanti : bestr i : kili : raþi : saʀ : kuni :
Normalisering till runsvenska:
Stæin hiogg Æsbærn, stæindan at vitum, bant með runum, ræisti Gylla at Gæiʀbærn, boanda sinn, ok Guðfriðr at faður sinn. Hann vaʀ boandi bæztr i Kili. ʀaði saʀ kunni.
Översättning till nusvenska:
Stenen högg Äsbjörn, målad till minnesmärke, han band den med runor, Gylla den reste efter Gerbjörn sin make, och Gudfrid efter sin fader. Han var den bäste bonde i Kil. Tyde den som kan.
Nybble-stenen följer inte den vanliga formeln för minnesinskrifter, och den har därför varit svårtolkad. Sammanskrivningen av s och t är ovanlig, och antas bero på att ristaren åtgärdat det från början av misstag utelämnade t. Inskriften är åtminstone delvis skriven på vers. "Kil" avser ofta ett område något avskiljt från huvudbygden, och var uppenbarligen namnet på den nordligaste delen av Selaön.